# Fog Island
Fog Island – amerykański horror z 1945 roku w reżyserii Terry'ego O. Morse'a.

## Opis Fabuły[1]
Milioner zaprasza grupę osób na wakacje do swego luksusowego, położonego na wyspie zamku. Przybywający goście są nieświadomi tego, że przyjdzie im stoczyć walkę o własne życie, by wyrwać się z pułapki zastawionej przez szalonego milionera.

## Obsada[2]
- George Zucco – Leo Grainer
- Lionel Atwill – Alec Ritchfield
- Jerome Cowan – John Kavanaugh
- Veda Ann Borg – Sylvia Jordan
- Sharon Douglas – Gail
- Ian Keith –  Dr. Lake